# St. Elisabeth (Buckenberg)
St. Elisabeth in Buckenberg, einem Stadtteil von Pforzheim in Baden-Württemberg, ist eine katholische Pfarrkirche, die 1957 erbaut wurde.

## Geschichte
Die zahlenmäßig geringen Katholiken in Buckenberg zählten anfangs zur kleinen Pforzheimer Stadtgemeinde, die 1891 die Kirche St. Franziskus einweihte. Da im Zuge der Industrialisierung die Gemeinde rasch anwuchs, wurde 1925 für die südlich der Enz lebenden Katholiken die Pfarrei der Herz-Jesu-Kirche errichtet. Aus Buckenberg zählten damals 320 Gläubige zur Herz-Jesu-Pfarrei. Buckenberg erhielt 1926 eine katholische Kapelle und einen katholischen Kindergarten. Nach dem Zweiten Weltkrieg stieg die Zahl der Katholiken durch den Zustrom von Heimatvertriebenen stark an, so dass die alte Kapelle nicht mehr ausreichte und der Bau einer eigenen Kirche nötig wurde. 1957 wurde daraufhin neben den bestehenden Baulichkeiten die Kirche St. Elisabeth errichtet. In ihrem Untergeschoss war anfangs provisorisch bis 1974 noch eine Kindertagesstätte eingerichtet. 1964 wurde Buckenberg zu einer Pfarrkuratie und 1970 mit inzwischen 3000 Gläubigen zur eigenen Pfarrei. Bis in die 1990er Jahre stieg die Zahl der Gemeindemitglieder auf über 6000 an.